# Ulica Jagiellońska w Bydgoszczy
Ulica Jagiellońska – ulica położona na terenie centrum i Śródmieścia w Bydgoszczy.

## Położenie
Ulica znajduje się w centrum Bydgoszczy. Rozciąga się na kierunku wschód-zachód, od Ronda Fordońskiego do skrzyżowania z ul. Gdańską.
Jej długość wynosi ok. 2,2 km. Ulica łączy Stare Miasto i Śródmieście z os. Skrzetusko.

## Historia

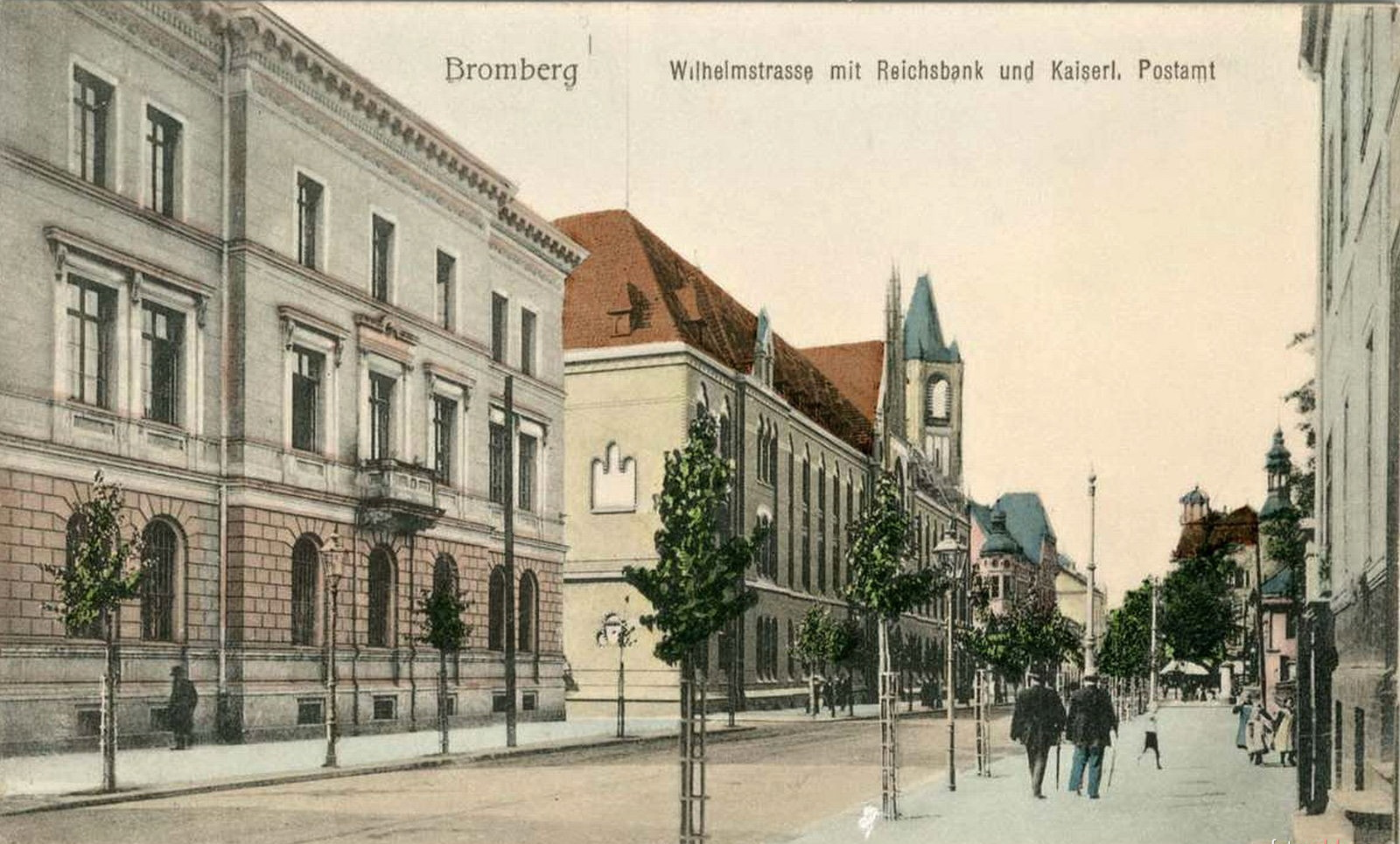
W 1907 roku

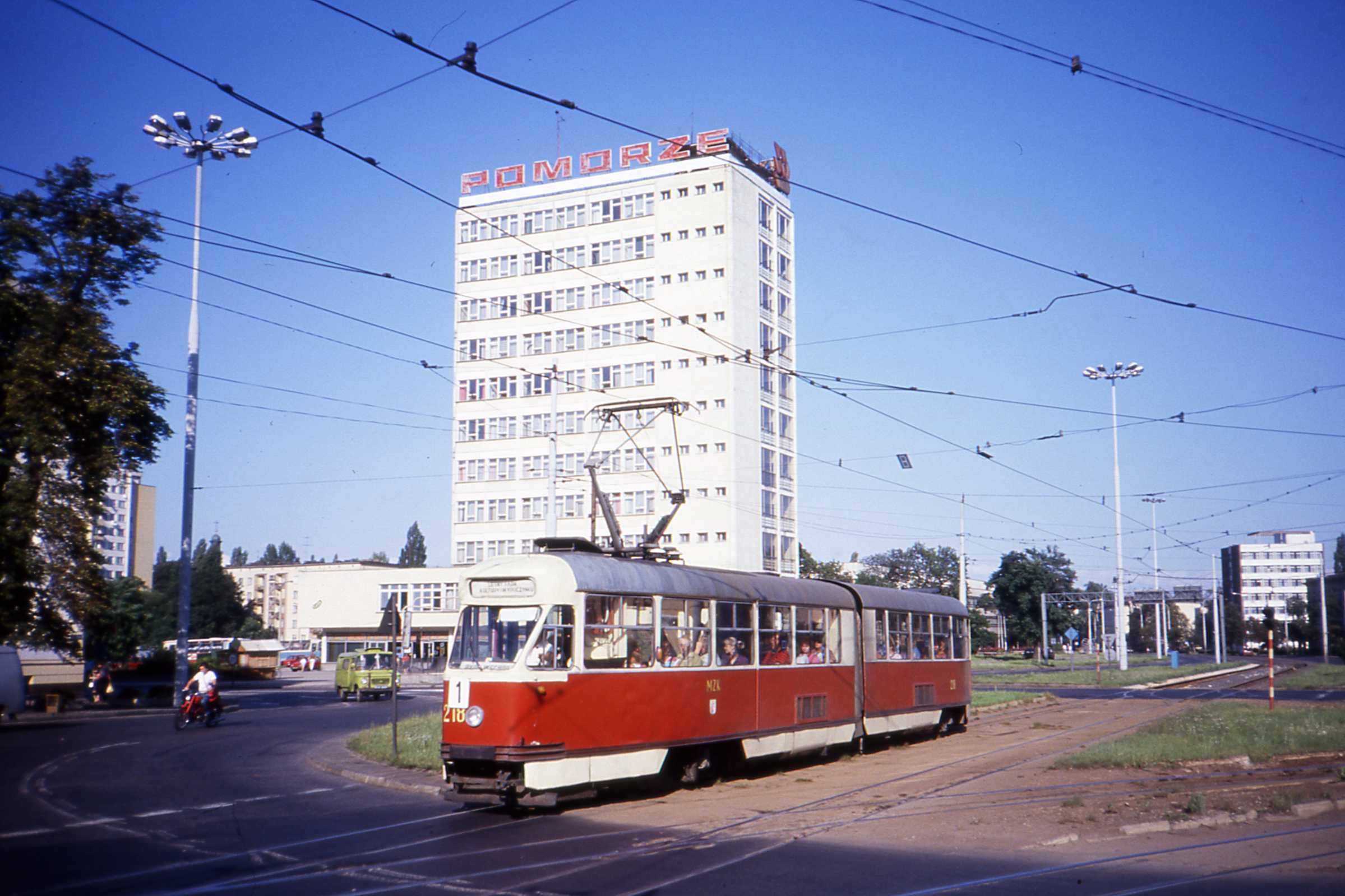
Ulica Jagiellońska (Rondo Jagiellonów) w 1990 roku

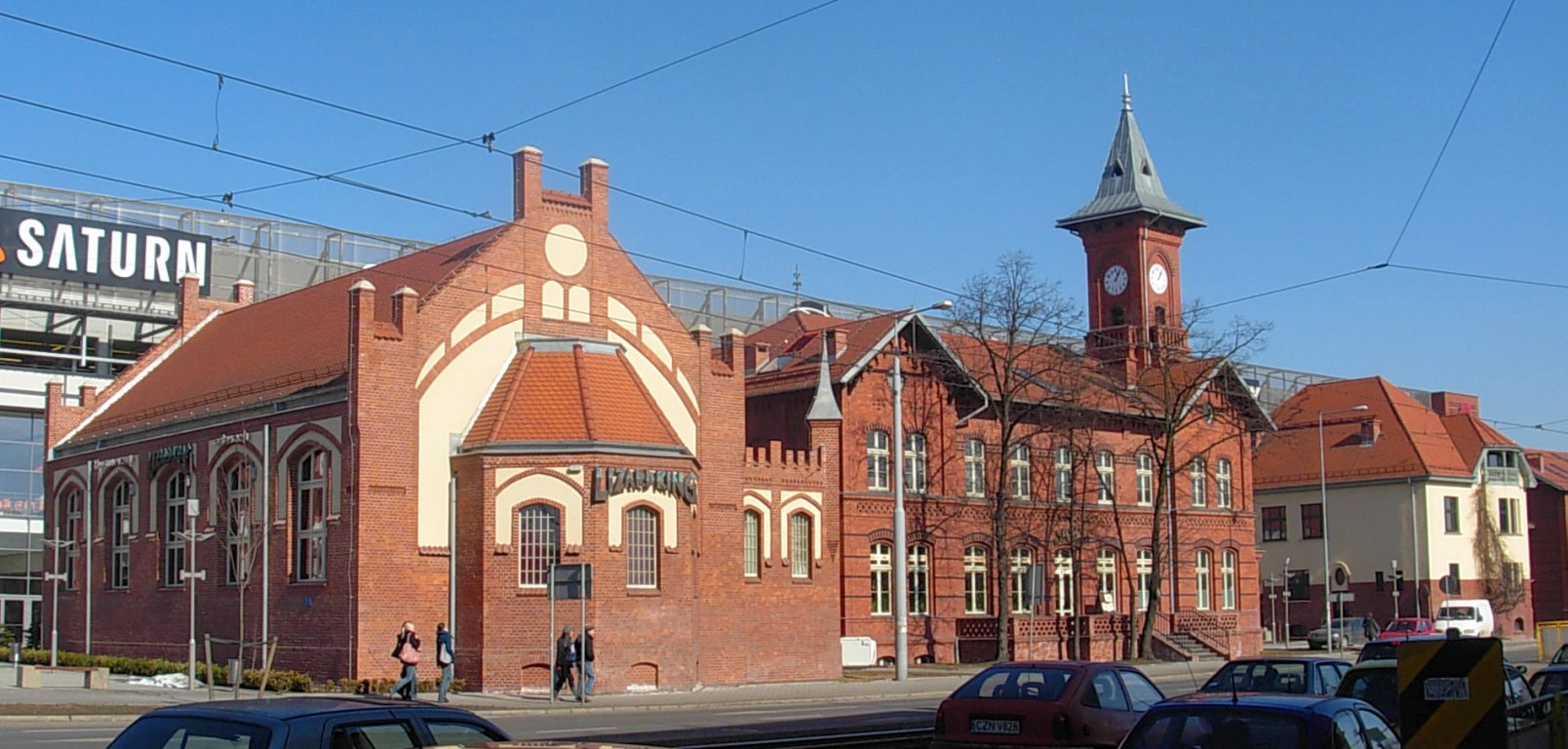
Dawne budynki rzeźni miejskiej

Ulica Jagiellońska stanowi średniowieczny trakt komunikacyjny wiodący od przeprawy na Brdzie (od połowy XIII w. stałego mostu, gdzie pobierano opłaty celne) w rejonie grodu bydgoskiego do Wyszogrodu (od XIV w. Fordonu). Po lokacji Bydgoszczy w XIV w. i budowie mostu Miejskiego, trakt ten rozpoczynał się przy Bramie Gdańskiej i wiódł na wschód na terenie położonym na północ od Brdy. W Fordonie można było przeprawić się przez Wisłę w kierunku Ziemi Chełmińskiej lub też podążyć na północny wschód wzdłuż doliny Wisły w kierunku Świecia i Gdańska.
Przebieg drogi, pokrywający się z obecną ulicą widoczny jest na najstarszym planie Bydgoszczy, sporządzonym przez szwedzkiego kwatermistrza Erika Dahlbergha w 1657 r.. W XVII–XVIII w. droga łączyła z miastem folwarki i wsie położone na wschodzie: Grodztwo, Bartodzieje Wielkie, Zimna Woda, Bartodzieje Małe i Fordonek.
Na swoim początkowym odcinku droga wiodła wzdłuż przedmieścia Gdańskiego dochodząc do wschodniej granicy miasta, w rejonie dzisiejszej ul. Bernardyńskiej. W 1867 r. do miasta włączono przedmieście Grodztwo. Odtąd wschodnia granica miasta przebiegała w rejonie dzisiejszej ul. Ogińskiego. Kolejne poszerzenie granic miało miejsce w 1920 r. i wówczas ulica w całym dzisiejszym przebiegu znajdowała się w granicach miasta Bydgoszczy. W okresie międzywojennym ulica Jagiellońska kończyła się na ul. Piotrowskiego, a dalszy odcinek, aż do ul. Szerokiej nosił nazwę ul. Promenada.
Kształtowanie się ulicy Jagiellońskiej jako ważnej, reprezentacyjnej ulicy miasta zapoczątkowało wzniesienie w latach 1834–1834 r. budynku administracyjnego dla władz rejencji bydgoskiej. W późniejszych dziesięcioleciach na przedmieściu Grodztwo ukształtowało się stopniowo oficjalne centrum miasta: administracyjne, oświatowe i kulturalne. W 1840 r. ulicę nazwano Wilhelmstraße na cześć króla pruskiego Fryderyka Wilhelma IV.
W latach 1870–1872 wybudowano ul. Bernardyńską, która przez most żelazny na Brdzie połączyła Grodztwo z przedmieściem Kujawskim.
W II połowie XIX wieku wzdłuż ulicy wybudowano szereg budynków municypalnych, administracyjnych i oświatowych. Były to kolejno: szpital wojskowy (1850–1852) w narożniku ul. 3 Maja i Jagiellońskiej, budynek Banku Królewskiego (1863–1864), Szkoła Obywatelska dla Chłopców (1872), Szkoła Obywatelska dla Dziewcząt (1875–1878), gmach Poczty Głównej (1896–1899) i inne.
W tym czasie na wschodnich rubieżach miasta w rejonie ul. Jagiellońskiej powstały miejskie jednostki komunalne: gazownia miejska (1860) i rzeźnia miejska (1893). Do dzisiaj zachowały się zabytkowe budynki administracyjne tych przedsiębiorstw, odrestaurowane po 2000 r. W końcu XIX i na początku XX w. wzdłuż ulicy powstały również pierzeje kamienic, z których kilka ma charakter wielkomiejski. Dwie realizacje pozostawił przy ulicy Józef Święcicki, a jedną Heinrich Seeling z Berlina.
Po II wojnie światowej wzrastający ruch samochodowy stworzył konieczność rozbudowy ulicy. W latach 1969–1973 r. trwała budowa trasy W-Z, która miała poprawić warunki ruchu drogowego w Bydgoszczy na kierunku wschód-zachód. Prowadziła ona ul. Fordońską, Toruńską, Wałami Jagiellońskimi, Poznańską i Szubińską. W latach 1972–1974 w ramach tego przedsięwzięcia zmodernizowano również ul. Jagiellońską i Focha na arterie dwujezdniowe z usytuowanym pośrodku torowiskiem tramwajowym. Przy realizacji trasy powstały m.in. Rondo Jagiellonów z podziemnym przejściem dla pieszych oraz Rondo Fordońskie z Mostem Pomorskim.
W latach 70. XX w. zlikwidowano również bocznice kolejowe istniejące w rejonie rzeźni i gazowni miejskiej i w miejscu tym zbudowano ul. Ogińskiego łączącą ul. Jagiellońską z ul. Sułkowskiego na os. Leśnym.
W 2023 przygotowano koncepcję przebudowy Ronda Jagiellonów, w ramach której zainstalowane mają zostać windy dla niepełnosprawnych (8 szt), umożliwiające im korzystanie z przejścia podziemnego. Pojawić się mają również wyjścia z przejścia podziemnego na tymczasowe przystanki po wschodniej stronie ronda, a także kolejne buspasy na ul. Bernardyńskiej i 3 Maja.

### Nazwy
Ulica w przekroju historycznym posiadała następujące nazwy:
- 1797 – Weg von Pohl[nische] Vordon
- 1800 – Der Weg von Vordon
- 1840–1920 – Wilhelmstraße
- 1920–1939 – Jagiellońska
- 1939–1945 – Hermann Göring Straße
- 1945–1949 – Jagiellońska
- 1950–1956 – Generalissimusa Stalina
- od 1956 – Jagiellońska

## Komunikacja

### Ruch tramwajowy
Torowisko na ulicy Jagiellońskiej zostało wybudowane w 1901 r., kiedy uruchomiono trzecią w kolejności linię tramwaju elektrycznego (linia „C” niebieska), z Wilczaka do Szreterów. W latach 1903–1904 przedłużono ją do Bartodziejów, tak że stanowiła najdłuższą linię tramwajową w mieście o długości 5,4 km (od ul. Słonecznej do Gajowej). Była to linia jednotorowa z mijankami, przecinająca w rejonie dzisiejszej ul. Ogińskiego bocznicę kolejową wiodącą do Gazowni Miejskiej. W 1948 r. zmieniono oznaczenie linii tramwajowej kursującej ulicą Jagiellońską na „3”. W latach 1972–1974 w związku z poszerzeniem ul. Jagiellońskiej, linię w ciągu ulicy przebudowano na dwutorową.
Obecnie na ul. Jagiellońskiej kursują tramwaje:
- od ul. Focha do Ronda Jagiellońskiego - nr 2, 3, 4, 5, 6, 8, 9, 10 i 11:
- od ul. Jagiellońskiej do ul. Fordońskiej - nr 3, 4, 5, 8 i 10.

### Obciążenie ruchem
Ulica Jagiellońska należy do najbardziej obciążonych ruchem drogowym arterii komunikacyjnych w Bydgoszczy. Pomiar ruchu w 2006 r. wykazał, że w szczycie komunikacyjnym przejeżdża przezeń do ok. 1400 pojazdów na godzinę. W godzinach porannych i popołudniowych na ulicy często notuje się zatory pojazdów. Obecnie na ul. Jagiellońskiej kursuje autobus nr 80.

## Zabudowa
Ulica Jagiellońska zalicza się do najważniejszych i bardziej reprezentacyjnych ulic Bydgoszczy. Zabudowa, zwłaszcza na staromiejskim odcinku od ul. Gdańskiej do Ronda Jagiellonów ukształtowała się podczas pruskiego okresu historii miasta. Znajduje się tam kilka okazałych, a jednocześnie zabytkowych budynków administracyjnych i municypalnych, m.in. gmach Urzędu Wojewódzkiego, Poczty Głównej, kujawsko-pomorskiego oddziału NBP, dawne budynki oświatowe, gotycko-renesansowy kościół Klarysek. Powiew nowoczesności stwarza budynek Galerii Handlowej „Drukarnia”, wybudowany na miejscu najstarszej miejskiej drukarni z początku XIX w.
Na dalszym odcinku (od Ronda Jagiellonów do Ronda Fordońskiego) zabudowa ma charakter bardziej rozproszony, mniej jest budynków zabytkowych, a więcej obiektów funkcjonalistycznych zbudowanych po 1945 r. Do ważniejszych budynków historycznych  zaliczają się m.in. dawne budynki administracyjne Gazowni Miejskiej, Rzeźni Miejskiej, hotel „Słoneczny Młyn” oraz kamienice z końca XIX i przełomu XIX/XX w., zaś do nowoczesnych: biurowiec Banku Pocztowego, Citibanku, Pałac Młodzieży, Centrum Handlowo-Usługowe „Focus Mall” i inne.
W sierpniu 2021 na szczytowej ścianie budynku przy ul. Jagiellońskiej 38 powstał mural „Protest” nawiązujący do wydarzeń z 19 marca 1981, tzw. „prowokacji bydgoskiej”. Autorami projektu są Tomasz Smieszkoł i Dawid Celek. Według pierwotnego planu na ścianie kamienicy widnieć miała „pękająca”, kamienna głowa milicjanta, złamana milicyjna pałka i wyciągnięte w geście protestu zaciśnięte pięści.

## Miejsca i obiekty
| Obiekt                                                    | Adres                                | Lata budowy    | Styl architektoniczny             | Uwagi | Zdjęcie |
| Kościół Klarysek Wniebowzięcia Najświętszej Maryi Panny   | Gdańska 2 – róg Jagiellońskiej       | 1582–1645      | gotyk-renesans                    | Pierwotnie znajdował się tu kościół Św. Ducha, który zaadaptowano jako prezbiterium kościoła konwentualnego klarysek (1615–1835). Po kasacji zakonu przez władze pruskie świątynię wykorzystywano jako magazyn, zakład oczyszczania miasta (1863), remizę straży pożarnej (1875), pogotowie ratunkowe, a w części zachodniej jako wagę miejską. W 1920 r. kościół przeznaczono z powrotem na cele sakralne, jako filię fary. Od 1951 r. jest kościołem rektorskim, od 1972 r. akademickim, a od 1993 r. zakonnym Kapucynów. Od strony ul. Jagiellońskiej znajduje się kaplica kapłańska ufundowana w 1646 r. przez burmistrza Wojciecha Łochowskiego.                                                                                                  |         |
| Galeria „Drukarnia”                                       | Jagiellońska 1                       | 2006–2007      | funkcjonalizm                     | Centrum handlowe wybudowane na miejscu pierwszej bydgoskiej drukarni z 1806 r. Galeria mieści 50 sklepów – głównie z branży odzieżowej, biżuterii, wyposażenia wnętrz i usługowej; restauracje i kawiarnie oraz klub fitness. Najniższą kondygnację zajmują delikatesy BOMI. Wewnątrz znajduje się parking wielopoziomowy. |         |
| Kamienica „Savoy”                                         | Jagiellońska 2 – Plac Teatralny 6    | 1913           | modernizm klasycyzujący           | W latach 1789–1800 był tu narożnikowy dom mieszkalny ze spichlerzami i stajnią. W 1853 r. powstała nowa kamienica, która przetrwała do 1912 r., po czym zastąpił ją narożnikowy, sześciokondygnacyjny budynek, zaprojektowany na zlecenie producenta mebli Ottona Pfeffekorna przez arch. Heinricha Grossa z Berlina. Ostateczny kształt uzyskał w latach 1922–1923, a w 1940 r. powstały arkady według projektu Jana Kossowskiego na żądanie władz hitlerowskich. W 1907 r. mieścił się tutaj Bank Stadthagen oraz winiarnia Luckwald. Od lat 60. XX w. do 2017 w budynku funkcjonowała najpierw kawiarnia, a następnie klub „Savoy”, o którego nazwie informował wielki neon zewnętrzny. U schyłku 2022 budynek nabyła Wyższa Szkoła Nauk o Zdrowiu. |         |
| Kujawsko-Pomorski Urząd Wojewódzki                        | Jagiellońska 3                       | 1834–1836      | klasycyzm                         | Budynek wzniesiony według projektu radcy budowlanego Carla Adlera, skorygowanego przez Friedricha Obucha oraz Karla Friedricha Schinkla z Berlina. Rozbudowywany w latach 1863–1864, 1898–1900 i w 1965 r. Do 1920 r. mieścił władze rejencji bydgoskiej. W okresie międzywojennym znajdowały się tu urzędy: skarbowe, policyjne i pocztowe. W okresie okupacji ponownie umieszczono tu władze regencyjne, zaś po 1945 r. Pomorski Urząd Wojewódzki. W latach 1975–1998 mieścił się tu również Sejmik Samorządowy Województwa Bydgoskiego. Od 1999 r. jest siedzibą Kujawsko-Pomorskiego Urzędu Wojewódzkiego. |         |
| Biurowiec Urzędu Wojewódzkiego                            | Jagiellońska 3 – róg ul. Konarskiego | 1966–1969      | funkcjonalizm                     | Czternastokondygnacyjny biurowiec wzniesiony według projektu Bronisława Jabłonki dla potrzeb Prezydium Wojewódzkiej Rady Narodowej w Bydgoszczy. Mieści wydziały Urzędu Wojewódzkiego: Bydgoskiego (1975–1999) i Kujawsko-Pomorskiego (od 1999 r.). W latach 1990–2001 najwyższe piętra budynku zajmowała redakcja TVP Bydgoszcz. |         |
| Kamienica Emila Werckmeistra                              | Jagiellońska 4 – róg Pocztowej       | 1910–1912      | eklektyzm, neomanieryzm, neobarok | Kamienica zbudowana dla kupca Emila Werkmeistra według projektu arch. Heinricha Seelinga z Berlina. W 1920 r. została zakupiona przez miasto i przeznaczona dla potrzeb Komunalnej Kasy Oszczędności. W 1938 r. budynek rozbudowano poprzez nadbudowanie skrzydła i oficyn według projektu Jana Kossowskiego. Obecnie w budynku mieści się siedziba Banku Gdańskiego (Millenium). |         |
| Poczta Główna                                             | Jagiellońska 6 – róg Pocztowej       | 1883–1899      | neogotyk                          | Siedziba Cesarskiej Dyrekcji Poczty w Bydgoszczy oraz urzędów: pocztowego i telegraficznego. Budynek powstał dwu etapach według projektu Kleindfeldta i Neumanna jako Kaiserliche Oberpostdirektion. Obecnie mieści główny oddział Poczty Polskiej w Bydgoszczy. |         |
| Oddział NBP                                               | Jagiellońska 8 – róg Lubeckiego      | 1863–1864      | neorenesans                       | Kompleks zbudowano dla potrzeb bydgoskiej filii Banku Królewskiego w Berlinie według planów mistrza budowlanego Hermanna Cuno. Od 1875 r. mieścił się tu bydgoski oddział Reichsbanku, w latach 1920–1924 filia Polskiej Krajowej Kasy Pożyczkowej, w latach 1924–1939 oddział Banku Polskiego S.A. W okresie okupacji ponownie zlokalizowano w nim oddział Reichsbanku (Kaiserliche Reichsbankstelle), a od 1945 znajduje się tu bydgoski oddział Narodowego Banku Polskiego. |         |
| Zespół Szkół Plastycznych                                 | Konarskiego 2-4 – róg Jagiellońskiej | 1875–1878      | eklektyzm-neorenesans             | Budynek wzniesiony według projektu arch. Carla Rose dla Szkoły Obywatelskiej dla Dziewcząt (niem. Töchterschule). W 1884 r. szkołę przeniesiono do nowo wybudowanego przy ul. Konarskiego budynku obecnego Zespołu Szkół Gastronomicznych. W latach 1884–1911 mieściła się tu Szkoła Obywatelska dla Chłopców (niem. Bürgerschule). Od 1982 r. w budynku znajduje się Państwowy Zespół Szkół Plastycznych im. Leona Wyczółkowskiego. |         |
| Centrum Edukacji Nauczycieli                              | Jagiellońska 9                       | 1872           | klascycyzm                        | Budynek wzniesiony według projektu budowniczego Müllera dla średniej Szkoły Obywatelskiej dla Chłopców. Szkoła mieściła się w nim do 1884 r., kiedy przeniesiono ją do wybudowanego w sąsiedztwie większego budynku obecnego Zespołu Szkół Plastycznych, a budynek zajęła Miejska Szkoła Średnia dla Dziewcząt (niem. Städtische mittlere Mädchenschule). W 2010 r. w budynku mieściło się bydgoskie przedstawicielstwo Urzędu Marszałkowskiego oraz Kujawsko-Pomorskie Centrum Edukacji Nauczycieli. |         |
| Kamienica                                                 | Jagiellońska 10                      | 1862–1866      | eklektyzm/secesja                 | Kamienica o fasadzie zdobionej secesyjnymi ornamentami o motywach roślinnych i zwierzęcych; odnowiona w 2013 |         |
| Rektorat Collegium Medicum UMK                            | Jagiellońska 13                      | 1850–1852      | funkcjonalizm                     | W latach 1852–1920 znajdował się tu pruski szpital garnizonowy, a następnie do 1928 r. polski szpital wojskowy. W latach 1928–1939 w budynku głównym mieściła się m.in. cerkiew prawosławna i sala teatralna, a w części zachodniej - szkoła powszechna utrzymywana przez stowarzyszenie „Rodzina Wojskowa”. W latach 1945–1947 budynek ponownie wykorzystywano jako szpital garnizonowy, po czym został przeznaczony na cele cywilne. Przebudowa obiektu przeprowadzona w latach 1947–1948 zatarła jego historyzujące, neoromańskie cechy architektoniczne. W latach 1948–1990 mieściła się w nim siedziba KW PZPR. W 1990 r. przekazany Akademii Medycznej (od 2004 Collegium Medicum UMK).                                                          |         |
| Biurowiec Banku Pocztowego                                | Jagiellońska 17                      | 1968           | funkcjonalizm                     | Budynek wzniesiono na podstawie projektu Henryka Micuły, w sąsiedztwie rozebranego arsenału i magazynu Pruskiego Urzędu Prowiantowego z 1817 r. W 1990 r. ulokowano w nim siedzibę nowo założonego Banku Pocztowego, którego akcjonariuszami są Poczta Polska (75%) oraz PKO BP (25%). |         |
| Oddział Citi Handlowy (od 2019 planowana nazwa H+ „City”) | Jagiellońska 21                      | 1991–1992      | funkcjonalizm                     | Budynek bydgoskiego oddziału Banku Handlowego w Warszawie, obecnie Citibanku. Został zbudowany według projektu Kurta Roesslinga z Siegen przez przedsiębiorstwo Steckel & Roggel Baugesselschaft z Gelsenkirchen i oddany do użytku w 1993. |         |
| Pałac Młodzieży                                           | Jagiellońska 27                      | 1970–1974      | funkcjonalizm                     | Budynek wzniesiono według projektu arch. Z. Lipskiego, J. Sadowskiego i J. Wujka, z inicjatywy Społecznego Komitetu Budowy Młodzieżowego Domu Kultury, Techniki i Sportu, powołanego w 1969 r. Na trzech kondygnacjach mieszczą się: sala kinowo-teatralna, sala sportowa, kryty basen, sala baletowa, liczne pracownie, sale wystaw, klubowe i wykładowe oraz kawiarnia. Jest najważniejszą w Bydgoszczy placówką nauczania i wychowania pozaszkolnego. |         |
| Park Ludowy                                               | Jagiellońska-Piotrowskiego-Markwarta | 1953           |                                   | Park miejski o powierzchni 6,4 ha, urządzony na miejscu zlikwidowanego po II wojnie światowej miejskiego cmentarza ewangelickiego, założonego w 1778 r. Posiada amfiteatr, fontannę, korty tenisowe, place zabaw oraz pomnik Wincentego Witosa, który od 1984 r. jest ustanowiony patronem parku. Wśród starodrzewu znajduje się kilka pomników przyrody. |         |
| Ogród Władysława Jagiełły                                 | Jagiellońska-Urocza                  | 1844           |                                   | Ogród miejski założony w okresie pruskim, znacznie rozbudowany i upiększony w okresie międzywojennym. Wykonano wówczas rozarium oraz fontannę, a tereny parkowe przylegały do rzeki Brdy. W latach 1973–1975 obszar parku zmniejszono wskutek budowy Bydgoskiego Domu Technika oraz biurowca. Pozostałą część terenu zagospodarowano w formie skweru z basenem otwartym. |         |
| Kamienica                                                 | Jagiellońska 30                      | 1895–1896      | eklektyzm                         | Kamienica wpisana do rejestru zabytków województwa kujawsko-pomorskiego |         |
| Kamienica Roberta Arona                                   | Jagiellońska 36                      | 1893–1894      | neorenesans-manieryzm             | Budynek mieszkalny zrealizowany dla Roberta Arona, kupca i fabrykanta zajmującego się produkcją i sprzedażą materiałów budowlanych. Wykonano go według projektu bydgoskiego budowniczego Józefa Święcickiego. Budynek posiada dach mansardowy, zaś we wnętrzach mieściły się dwa siedmiopokojowe mieszkania. W 2017 na zachodniej szczytowej ścianie budynku powstał mural z Kazimierzem Wielkim i łuczniczką o imieniu Bydgoszcza. |         |
| Budynki Gazowni Miejskiej                                 | Jagiellońska 42                      | 1905–1906      | historyzm                         | Budynek administracyjny gazowni miejskiej, otwartej w Bydgoszczy 1 października 1860 r. Wybudowano go według projektu miejskiego radcy budowlanego Carla Meyera. Budynek został częściowo zniszczony w styczniu 1945 r. Podczas powojennej przebudowy stracił część swojego wystroju zewnętrznego (ozdobne szczyty, sztukaterie i zdobienia). Od 2003 r. mieści bydgoski Oddział Pomorskiej Spółki Gazownictwa, swym zasięgiem obejmujący województwo kujawsko-pomorskie i część pomorskiego |         |
| Budynki Rzeźni Miejskiej                                  | Jagiellońska 41-47                   | 1890–1911      | historyzm                         | Budynki administracyjne Rzeźni Miejskiej, wzniesione w latach 1890–1893 na podstawie projektów miejskiego radcy budowlanego Carla Meyera. Budynek z wieżą pochodzi z 1909–1910 r. Obok zakładu w latach 1892–1893 powstała targowica miejska (2 ha), do której doprowadzono osobną bocznicę kolejową (obecnie nieistniejącą). W 2006 r. Bydgoskie Zakłady Mięsne zostały translokowane na ul. Witebską (Brdyujście), a w miejscu po zburzonych zakładach powstało centrum handlowe Focus Mall. Zabytkowe budynki administracyjne zostały zachowane i odrestaurowane. |         |
| Focus Mall                                                | Jagiellońska 39-47                   | 2007–2008      | funkcjonalizm                     | Największe w mieście centrum handlowo-usługowo-rozrywkowe, otwarte 23 kwietnia 2008 r. Mieści m.in. 150 sklepów i punktów usługowych, multipleks Cinema City, delikatesy Alma i elektromarket Saturn. Posiada dwupoziomowy parking na ok. 1200 aut |         |
| Dworzec PKS                                               | Jagiellońska 58                      | 1973–1975      | funkcjonalizm                     | Znajduje się na terenie 5 ha i składa z budynku głównego z poczekalnią, kasami i kawiarnią, zespołu zadaszonych peronów oraz punktów handlowych. Przed budynkiem znajduje się parking, a w pobliżu Brdy – zaplecze dla autobusów. |         |
| Kamienice                                                 | Jagiellońska 51-57                   | 1900–1910      | wczesny modernizm                 | Zespół kamienic stojących w pobliżu skrzyżowania z ul. Ogińskiego, wzniesionych w pierwszym dziesięcioleciu XX w. |         |
| Hotel Campanile                                           | Jagiellońska 59                      | 2013           | funkcjonalizm                     | Hotel sieci Campanile |         |
| Kamienica                                                 | Jagiellońska 60                      | pocz. XX wieku | eklektyzm/secesja                 | Czterokondygnacyjny budynek z poddaszem, z masywnym szczytem w centralnej części budynku oraz dekoracyjną elewacją z loggiami. Od strony frontowej posiada stromy dach pokryty dachówką ceramiczną karpiówką. W latach 2019–2020 kosztem 300 tys. zł przeprowadzono remont elewacji frontowej i szczytowej, balkonów, stolarki okiennej (częściowo), docieplenie stropodachu i ściany od strony podwórza. Obecnie elewacja jest utrzymana w piaskowobiałej kolorystyce. |         |
| Kamienica                                                 | Jagiellońska 63                      | 1903           | eklektyzm/secesja                 | Kamienica eklektyczna z częściowo tynkowaną fasadą o dekoracji secesyjnej; w szczycie data budowy oraz kartusz herbowy |         |
| Kamienica Franza Errelisa                                 | Jagiellońska 69                      | 1902–1903      | styl malowniczy                   | Kamienica powstała na zlecenie urzędnika kolejowego Franza Errelisa, według projektu bydgoskiego budowniczego Józefa Święcickiego. Jest to ostatnia kamienica autorstwa budowniczego, całkowicie odmienna pod względem rozwiązań formalno-stylistycznych od jego dotychczasowych realizacji. Budynek posiada cztery kondygnacje, z jednym, reprezentacyjnym mieszkaniem na każdym z poziomów. |         |
| Media Markt                                               | Jagiellońska 94                      | 2008           | funkcjonalizm                     | Centrum handlowe utworzone w zmodernizowanej hali produkcyjnej. |         |
| Słoneczny Młyn                                            | Jagiellońska 96                      | 1862           | mur, szachulec                    | W latach 1862–1945 młyn parowy, należący do Wolfena i Fliessa (1862–1892), Berwalda (1892–1938), Bronisława Kentzera (1938–1939), Schemke i Hermela (1940–1945). W 1948 r. został upaństwowiony w gestii Państwowych Zakładów Zbożowych w Bydgoszczy. W 2003 r. został wyłączony z produkcji i przeznaczony na sprzedaż. Kupiony przez Barbarę Komorowską, został w latach 2007–2009 przebudowany na czterogwiazdkowy hotel „Słoneczny Młyn”. |         |
| Biurowiec „Biprokabel”                                    | Jagiellońska 103                     | 1969           | funkcjonalizm                     | 10-piętrowy biurowiec wzniesiony dla Biura Studiów i Projektów „Biprokabel”; w połowie 2021 przewidywana przebudowa na cele mieszkaniowe |         |
| Kamienica nr 107                                          | Jagiellońska 107                     | 1937           | wczesny modernizm                 | Kamienica na rogu z ul. Pestalozziego, w l. 2017–2018 poddana remontowi kapitalnemu |         |
| Biurowiec BFM                                             | Jagiellońska 109                     | ok. 1970       | funkcjonalizm                     | Biurowiec wzniesiony dla Bydgoskich fabryk Mebli, w 2010 r. przebudowany na cele biurowe i mieszkalne |         |